# Toini Muona
Toini Irene Muona (Helsinki, 19 november 1904 - aldaar, 23 juni 1987) was een Finse keramist en industrieel vormgever.

## Loopbaan

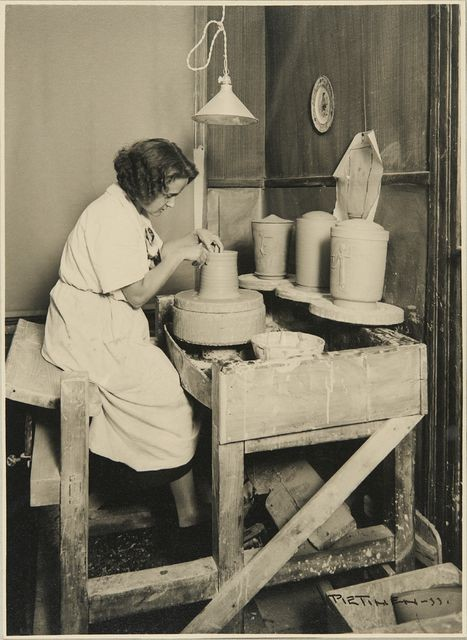
Toini Muona in 1933 bij Arabia

Toini Muona studeerde in 1926 af aan de School voor kunst en grafische vormgeving in Helsinki. Na enkele jaren bij het Ateneum-kunstmuseum in Helsinki trad ze in 1931 in dienst bij het keramisch bedrijf Arabia, waar ze na twee jaar door Kurt Ekholm in het ontwerpersteam werd opgenomen. Ze bleef er tot haar pensionering in 1970. Na een korte periode met decoratieve kunst op plateelwerk richtte ze haar aandacht op schalen, kommen en vazen. Ze ontwikkelde zich snel tot een vooraanstaand kunstenaar en exposeerde bijna jaarlijks in heel Scandinavië. In 1944 hield ze een tentoonstelling gezamenlijk met Birger Kaipiainen.
Geïnspireerd door natuurlijke vormen en ouder keramiek creëerde ze een persoonlijke stijl, gekenmerkt door spontaniteit en gevoel voor het monumentale. Haar glazuren hebben een beperkte kleurschaal, met een voorkeur voor ossenrood. In de jaren zestig sloeg ze nieuwe wegen in en als gevolg daarvan werden de vormen simpeler. Ze maakte grote slingers met geometrische patronen. Haar werken werden in 1970 tentoongesteld in Arabia's tentoonstellingshal in Helsinki en het Alvar Aalto-museum in Jyväskylä. Ze ontwierp ook textiel voor Atelier Vigil en glas voor Riihimäki in 1937 en 1949 en voor de fabriek van Nuutajärvi in de vroege jaren zestig.
Ze wijdde zich volledig aan haar unieke werk en hield zich buiten het in serie geproduceerde porselein van Arabia. Met Birger Kaipiainen en Rut Bryk was ze een buitenbeentje op de designafdeling. Ze experimenteerde met technieken en artistieke methoden en ging vaak haar eigen weg. Bekend zijn vooral haar hoge en smalle, vriendelijk uitziende vazen. Naast haar gekromde producten maakte ze ook meer geometrische vormen met heldere of volledig zwarte glazuren. Ze maakte mee dat de Finse kunstindustrie een internationaal concept werd. Zelf bleef ze daar buiten staan, maar haar status als kunstenares was inmiddels zo groot, dat ze de "Grande Dame" van het Finse keramiek werd genoemd (door anderen, want zelf gaf ze er niet om).

## Postuum
Na haar dood werd in 1988 een herdenkingstentoonstelling ingericht door het Arabia Museum en het Designmuseum in Helsinki gezamenlijk. In 2002 werd een expositie gewijd aan het werk van Toini Muona en Gunnel Nyman in het Retretti Art Center in Punkaharju.
In Arabianranta in Helsinki, waar ze haar werkende leven doorbracht op de artistieke afdeling van Arabia, is een straat naar Toini Muona genoemd.

## Prijzen
- Wereldtentoonstelling van 1929 in Barcelona
- Antwerpen 1930
- Triënnale Milaan 1933
- Wereldtentoonstelling van 1935 in Brussel
- Wereldtentoonstelling van 1937 in Parijs
- Gouden medaille Triënnale van Milaan 1951
- Diploma d'honneur Triënnale van Milaan 1954
- Faenza Pro Arte 1955
- State Arts Industry Award, 1957
- Pro Finlandia, 1957